# Catastérisation
Le mot catastérisation, qui contient la racine grecque aster (étoile), désigne la transformation d’un être en constellation ou en étoile ou le transfert de son âme dans le ciel. Il concerne donc surtout la mythologie grecque et la notion de vie après la mort.
Le catastérisme désigne le dessin formé par les étoiles, la disposition des étoiles dans une constellation.

## Polysémie du mot

### Sens classique
Métamorphose d’une chose, d’une personne ou d’un être mythologique en constellation ou en étoile, « stellification », ou bien fait d’être placé dans les étoiles, transport de l’âme dans le ciel. Asclépios, dieu grec de la médecine, est transformé en constellation du Serpentaire (la constellation d’Ophiuchus) ou transporté là. Les dieux placent les sept sœurs Pléiades, filles d’Atlas et de Pléioné, dans la constellation du Taureau. Ératosthène commence ainsi son livre sur le sujet :

« La Grande Ourse. Hésiode dit qu'elle était fille de Lycaon, et qu'elle habita l'Arcadie, mais que sa passion pour la chasse l'entraînant à la suite de Diane dans les montagnes, elle fut séduite par Jupiter ; elle n'en dit rien à cette déesse, mais sa grossesse avançant, et prête d'accoucher, elle fut découverte dans le bain par la déesse qui, furieuse, la changea en ourse ; qu'ainsi changée, elle mit au monde un fils qui fut nommé Arcas. Elle fut rencontrée avec cet enfant dans les montagnes, par des bergers qui la menèrent à Lycaon. Peu de temps après, elle se réfugia dans le temple de Jupiter où il n'était pas permis d'entrer. Son fils Arcas et les Arcadiens l'y poursuivirent pour la punir d'avoir enfreint la loi ; mais Jupiter se ressouvenant de son amour, la plaça au ciel : cette constellation a sept étoiles obscures, deux à la tête, deux à chaque oreille, une brillante à l'épaule, deux à la poitrine, une belle à l'épine, deux aux jambes de devant, deux à celles de derrière, deux au bout du pied, trois à la queue, en tout vingt-quatre. »

Divers peuples établissent un lien étroit entre âme et étoile, surtout dans le cadre de la vie après la mort. J. G. Frazer distingue deux formes de ce lien : soit l’âme du mort devient une étoile (et une étoile filante est une âme qui va se réincarner) soit les personnes vivantes ont leur étoile (et une étoile filante est la forme prise par cette âme qui meurt). Walter Burkert rappelle qu’Aristophane mentionne la croyance en la transformation d’une âme en étoile :

« Est-ce vrai, ce que l'on dit, à propos de l'air, que nous devenons des astres lorsqu'on meurt ? Tout à fait juste. »

— Aristophane, La paix, vers 833
Les pythagoriciens croient en l’immortalité astrale : Alcméon de Crotone, disciple de Pythagore, soutenait que « l’âme est immortelle et, à l’instar du Soleil, son mouvement est continu ».

### Sens savant
Représentation d’un objet ou d’un personnage, dans le ciel, sous forme d’une constellation d’étoiles. Jean Martin a écrit un savant article « Sur le sens réel des mots 'catasterisme' et 'catasteriser' (καταστερισμός, καταστερίζειν) », en 2002. « Cette étude tente de préciser définitivement, grâce au témoignage de textes divers, le sens des mots καταστερíζεiν et καταστερισμός. Le verbe ne signifie pas transformer en constellation un objet ou un personnage, mais représenter dans le ciel par un groupe d'étoiles ce personnage ou cet objet. De même le substantif καταστερισμός ne désigne pas une fable où est racontée la transformation en constellation de tel ou tel objet ou personnage, mais la disposition des étoiles qui dessinent dans le ciel l'image de cet objet ou de ce personnage. » Arnaud Zucker (in C. Cusset et H. Frangoulis, Ératosthène : un athlète du savoir, 2008), peu convaincu, remarque que le catastérisme (la disposition des étoiles), alors, désigne deux choses : d'une part la figure réellement dessinée par les étoiles en constellation, d'autre part l'image censément représentée par cette figure.

### Sens contemporain
Faire de quelqu’un une « étoile », une célébrité. Par exemple, un acteur de cinéma est catastérisé quand le public le tient pour une « star », au sens de « célèbre vedette de cinéma », une « étoile », au sens de « personne dont la réputation, le talent brille ».

### Textes
- Homère, Iliade, XVIII, 483-489 ; Odyssée, V, 269-277.
- Aristophane, Les nuées (423 av. J.-C.), 832-839, trad., Les Belles Lettres, 2008.
- Aratos, Phénomènes (vers 275 av. J.-C.). Tome I : Introduction, texte, traduction, par Jean Martin. Tome II : Commentaire, Paris, Les Belles Lettres, 1998.
- Ératosthène, Catastérismes (vers 240 av. J.-C. ?), édi. et trad. J. Pamias et A. Zucker, Les Belles Lettres, 2013. . "Il expliquait les figures des constellations et les fables des étoiles".
- Ovide, Les métamorphoses (vers l'an 1), II, 496-530 ; VIII, 169 ; XV, 745-870, trad., Les Belles Lettres, 3 t.

### Études
- Theony Condos, Star Myths of the Greeks and the Romans: A Sourcebook, Michigan, Phanes Press, 1997, 288 p.
- Jean Martin, "Sur le sens réel des mots catastérisme et catastériser", Palladio Magistro. Mélanges Jean Soubiran, 2002, p. 17-26.
- Peter Green, "Getting to Be a Star: The Politics of Catasterism", in From Ikaria to the Stars, Austin, The University of Texas Press, 2004, p. 234-250.
- Manuel Parada López de Corselas, Diego Chapinal Heras. Observar las estrellas, llegar hasta las estrellas, ser una estrella. Introducción a un topos astral en la religión, el arte y el poder en Hispania Sacra nº150, 2022, pp. 385-401.https://doi.org/10.3989/hs.2022.26
- Arnaud Zucker, "Les catastérismes", in Christian Jacob, Les lieux du savoir, t. II : Les gestes de l'intelligence, albin Michel, 2011, p. 603-622.